# Billia Field

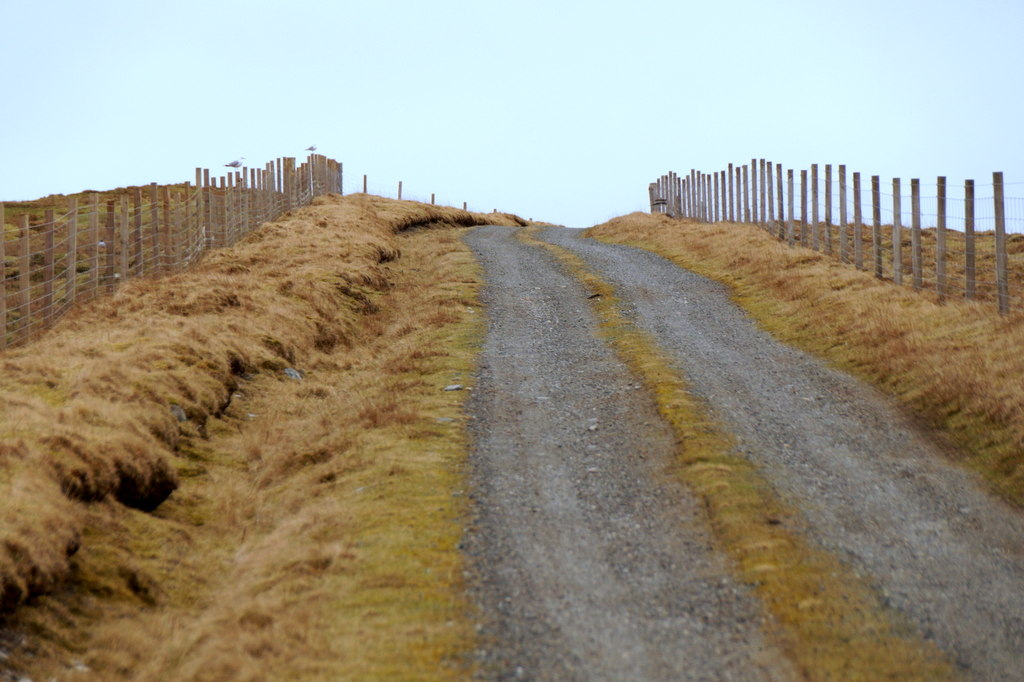
Ein Weg auf dem Berg

Der Billia Field ist ein 111 Meter hoher Berg im Norden von Mainland, der Hauptinsel der zu Schottland zählenden Shetlands. Er liegt auf der Halbinsel Northmavine sowie im Gebiet der Gemeinde (Community Council Area) Northmaven. Im Westen liegt ein Tal, in dem, zu seinen Füßen, der kleine Ort Skelberry liegt. Weitere in der Nähe sind North Roe im Nordwesten und Housetter im Südwesten. Die östliche Begrenzung bildet der Yell Sound, mit den kleinen Inseln Billia Skerry und Longa Skerry im Südosten.
Im Rahmen der historischen Gliederung Schottlands in Civil Parishes zählt der Billia Field zu Northmaven.
Koordinaten: 60° 34′ N, 1° 19′ W